# سرهی کووالتس
سرهی کووالتس (اوکراینی: Сергій Іванович Ковалець؛ زادهٔ ۵ سپتامبر ۱۹۶۸) بازیکن فوتبال اهل اتحاد جماهیر شوروی سوسیالیستی است.
از باشگاه‌هایی که در آن بازی کرده‌است می‌توان به باشگاه فوتبال متالورگ زاپروژیا، باشگاه فوتبال توئنته، باشگاه فوتبال دنیپرو، باشگاه فوتبال چورنومورتس اودسا، باشگاه فوتبال دینامو کی‌یف، و باشگاه فوتبال کارپاتی لویو اشاره کرد.
وی همچنین در تیم ملی فوتبال اوکراین بازی کرده‌است.